# Bodotria arianii
Bodotria arianii is een zeekommasoort uit de familie van de Bodotriidae. De wetenschappelijke naam van de soort is voor het eerst geldig gepubliceerd in 2003 door Petrescu.